# کوسیتسینو (استان بلگورود)
کوسیتسینو (انگلیسی: Kositsino, Belgorod Oblast) یک شهرک در بخش نوووسکولسکی استان بلگورود کشور روسیه است.